# ظهور و افول دولت کنفدراسیون
ظهور و افول دولت کنفدراسیون (به انگلیسی: The Rise and Fall of the Confederate Government) نام کتابی است به قلم جفرسون دیویس، رئیس جمهور ایالات سابق کنفدراسیون آمریکا در طول جنگ داخلی آن کشور. دیویس در این کتاب به تشریح دیدگاههای خود در تأیید جدایی ایالات جنوبی از ایالات فدرال آمریکا می‌پردازد. کتاب به سارا الیس دورسی رمان‌نویس آمریکایی تقدیم شده. دیویس در هنگام نوشتن این رمان در خانه خانم دورسی اقامت داشت. در نگارش این کتاب همسر دیویس، وارینا هاول و منشی او دابلیو. تی. والت هال به او کمک کرده‌اند. همچنین دیویس برای نگارش کتاب مکاتبات گسترده‌ای با جوداه بنجامین (وزیر جنگ کابینه دیویس در زمان جنگ) و جوبال ارلی (یکی از فرماندهان جنوبی در جنگ داخلی) پرداخته است تا از صحت اطلاعات نوشته‌هایش اطمینان حاصل کند.

## پانوشت‌ها
1. ↑  Sarah Ellis Dorsey
2. ↑  Varina Howell
3. ↑  W. T. Walthall
4. ↑  Judah Benjamin
5. ↑  Jubal Early